# Daniel Garbade
Daniel Garbade est un peintre, sculpteur, illustrateur et accessoiriste de cinéma, né le 26 février 1957 à Zurich, Suisse.

## Biographie
Daniel Garbade est né le 27 mai 1957 à Zurich. Il est le petit-fils de Paul Lachenal (1884-1955).
Il fait ses premiers pas dans l'art comme accessoiriste dans des productions de films à Zurich. En 1983 il part en Espagne pour s'instaler a Mascaraque en Castille-La Manche. C'est en Espagne donc ou il se consacre surtout à la peinture et le dessin. Il fera partie des artistes espagnols qui lors de la Movida madrilène adoptent un style inspiré de la bande dessinée. Son trait est personnel, réaliste et minimaliste. L'écrivain espagnol Álvaro Pombo utilisait pour lui pour la première fois la notion « garbatear ». Ses portraits sont mélancoliques mais pleins d'humour, ils montrent la personne dans son esprit. José Saramago le décrivait ainsi : « Garbade nous démontre L'humanité, là où elle se développe et déguise le mieux. »

## Œuvre
Daniel Garbade a réalisé des portraits notables de Nancy Cunard, du roi Juan Carlos Ier, Zapatero, Kofi Annan ou Pedro Almodóvar. Sa toile du pape Benoît XVI nu en 2006 a du être retirée de son exposition à la demande de l'ambassade suisse.
En 1987, il cofonde avec Leopoldo Alas Mínguez (es) le journal Signos, une revue de poèmes inédits des poètes contemporains espagnols.
Il collabore souvent avec des écrivains, comme avec Agustina Bessa-Luís en 1992, pour son ouvrage de gravures Fakebook.

### Sculpture
À l'initiative des Dadaistes du Cabaret Voltaire à Zurich, il a conçu la plaque de bronce de la tombe de Mikhaïl Bakounine au cimetière de Bremgarten, à Berne (2016). La ville de Tolède en Espagne a invité Garbade à exposer ses sculptures à l'Oratorio de San Felipe Neri en 2022.

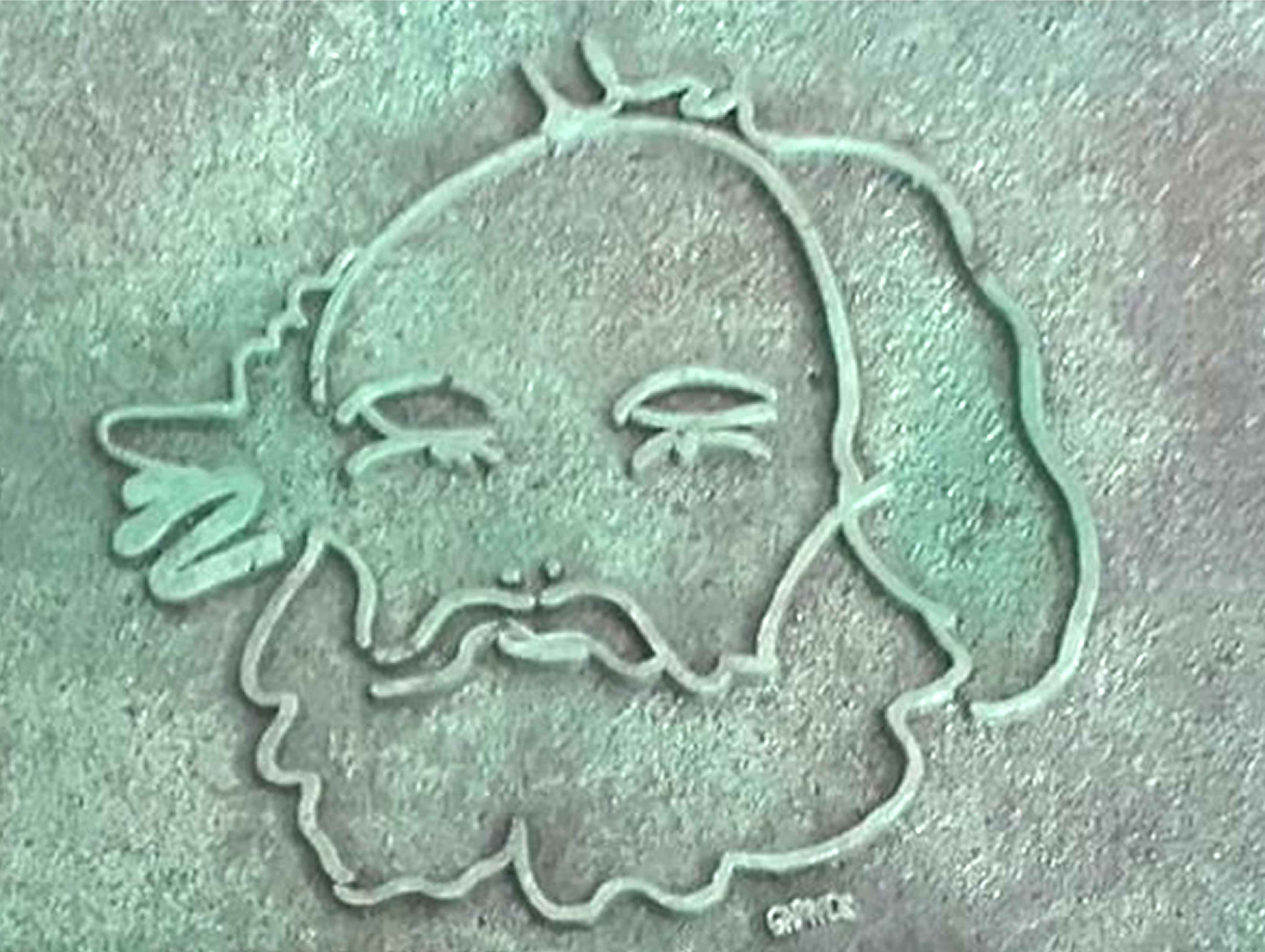
Plaque de bronce de Garbade de la tombe de Mikhaïl Bakounine

### Amérique du Sud
Garbade a des liens étroits avec l'Amérique du Sud et Cuba par l'intermédiaire de sa famille : la grand-mère de Garbade, Aída, était originaire de Matanzas, à Cuba. Mexique a exposé ses œuvres au Musée national de la tequila à Jarisco (2021), au Musée du paysage et des mines d'agave (2022) et à la Galerie Kin (1993) au Mexique. En 2021, Garbade a montré ses œuvres dans l'exposition consacrée au Bicentenaire de l'Indépendance du Pérou à la Casa Museo Mario Vargas Llosa à Arequipa (2021). En mai 2022, la Fondation Ludwig de Cuba a invité l'artiste à présenter ses œuvres sur ses origines à Cuba dans sa galerie à La Havane et au Centre d'arts visuels de Matanzas, la Galerie Pedro Esquerré, dans deux expositions parallèles.

## Engagements
Comme défenseur des droits des homosexuels il travaille pour AmfAR, fondation contre le contre le SIDA, et la Fundación Triángulo (es) à Madrid où il illustre des textes dans le journal Orientaciones. Dans l'exposition Cosas de casados et le livre du même titre, il publie au sujet de homosexualité dans l'art, ses dessins à côté de David Hockney et Tom of Finland, comme dans les livres La loca adventura de vivir, La pequeña muerte ou Reload. En 2022, Garbade a été invité par l'ambassade de Suisse en Inde à exposer et donner une conférence sur le thème de l’art queer : "The Queer in Art and Real Life" avec la conservatrice Dr.Alka Pande, l'avocat et activiste LGBTQ Saurabh Kirpal, et Vivek Raj Anand, PDG de Humsafar Trust. En 2023 il participe dans l'exposición: Panorama au Musée Zapadores, Ciudad del Arte, Madrid. Cette exposition a une démarche protestataire et se veut une plateforme de diffusion et de dénonciation de la précarité qui affecte le métier d'artiste plasticien.
Avec les écrivains Rafael Alberti, Vicente Molina Foix (es), José Saramago, Luis Antonio de Villena, Jesús Ferrero (es) et Leopoldo Alas Mínguez (es), il crée le livre Côctel et l'exposition du même nom au sujet de la Tolérance dans le musée-monastère de San Ildefonso (Tolède) en 1996. 
Depuis 1983, Garbade impulse la coopération interculturelle entre la Suisse et l'Espagne. Il aide ainsi les galeries suisses à rejoindre la foire de l’art contemporain Arco, et collabore en 1988 au cours des semaines suisses de Madrid, à côté de Werner Bischof et John M. Armleder dans musée national centre d'art Reina Sofía et Círculo de Bellas Artes. En 2012, il est invité aux expositions Hispano-Suizo à Zurich, et en 2014 Hispano-Suizo Madrid. Comme commissaire, il dirige avec Nicole Herzog et Hugo Wirz l'exposition Desayuno para Inmigrantes, sur l'immigration des artistes suisses en Espagne.
En 1989, il soutient François Lachenal lors des préparations pour l'exposition : Du Greco a Goya, hommage à l'exposition historique des ouvrages du musée du Prado pendant la guerre civile espagnole à Genève (1939).

## Cinéma
Dès 1979, Garbade travaille comme directeur de production et plus tard comme accessoiriste pour des films publicitaires et longs-métrages avec Condor Films, Barney, Tardio & Melsky, Warner Bros., TF1 et The Ladd Company.
Il participe entre autres aux films Espion, lève-toi d'Yves Boisset, ou Cinq Jours, ce printemps-là de Fred Zinnemann

## Musées, galeries et collections
- Peyer Fine Art, Zurich
- Galerie Ziegler, Zurich
- Rudolf Nathan, Zurich
- Sihlquai 55, Hispano Suiza, Zurich[20]
- Stephen Floersheimer, Orselina
- Museo de la Hermandad, Tolède
- Art Basel Prints, 92
- Galerie Barès, Paris
- Galerie Knapp. Lausanne
- Bienal del Tajo, Tolède
- Convento de San Ildefonso, Tolède
- Caja Rural, Retrospectiva, Tolède
- Galería Quorum, Madrid
- Arco (foire d'art), Madrid
- Galería Dionis Bennassar, Madrid
- Galerie Arthèmes, Bordeaux
- Tossan Tossan Gallery, New York
- Galerie Kin, Méxique DF
- Kunstszene Luzern, Lucerne
- Bibliotheca Nacional, Madrid
- Kunstsammlung des Bundes, BAK, Suisse
- Musee de la Ville de Genève, Suisse
- Museo Postal y Telegráfico, Madrid
- Círculo de Bellas Artes, Madrid
- Metro, Madrid[21]
- Ateneo de Madrid
- Institut des cultures arabes et méditerranéennes, Genève
- Museo Nacional del Tequila, Munat, Jalisco, Mexique

## Publications
- Encres de chine autor du Fake-book, Galerie Knapp, Lausanne 1992, OCLC 715285050.
- avec Eduardo Naval, Retrospectiva, Caja Rural, Tolède 1993.
- Pinturas, Miguel Barbaran Pi, Madrid, 2000 OCLC 795743991.
- Desayuno para Inmigrantes, Ayuntamiento de Madrid, Madrid 2003.
- Reload, El Wisli, Madrid, 2011  (ISBN 978-84-615-3858-4).
- Cut, Artzeitmagazine, Zurich, 2014  (ISBN 978-3-03304705-1).
- En cama con Greco y Picasso, Toledo 2018,  (ISBN 978-84-09-04267-8)
- Goya on the Beach, Madrid 2019,  (ISBN 978-84-09-09491-2)[22]
- Armas y Almas, Ateneo de Madrid 2019,  (ISBN 978-84-09-08862-1)[23]